# Bouchamps-lès-Craon
Bouchamps-lès-Craon é uma comuna francesa na região administrativa da Pays de la Loire, no departamento de Mayenne. Estende-se por uma área de 18,15 km². Em 2010 a comuna tinha 585 habitantes (densidade: 32,2 hab./km²).